# Vlag van Herm
De vlag van Herm werd ontworpen door William Crampton en in 1953 in gebruik genomen.
De vlag bestaat uit het Engelse Sint-Joriskruis met de banier van Herm in het kanton. Deze banier toont twee witte dolfijnen op een blauwe achtergrond, van elkaar gescheiden door een gele baan met daarop drie monniken. De hoogte-breedteverhouding van de vlag is 3:5.